# Castello di Nitra
Il castello di Nitra (in slovacco Nitriansky hrad, in ungherese Nyitrai vár) è un castello situato nel centro storico della città di Nitra, in Slovacchia, in una posizione dominante sulla città. Si tratta di un monumento culturale nazionale. La cattedrale di Sant'Emmerano, annessa al castello, è sede della diocesi di Nitra.

## Storia

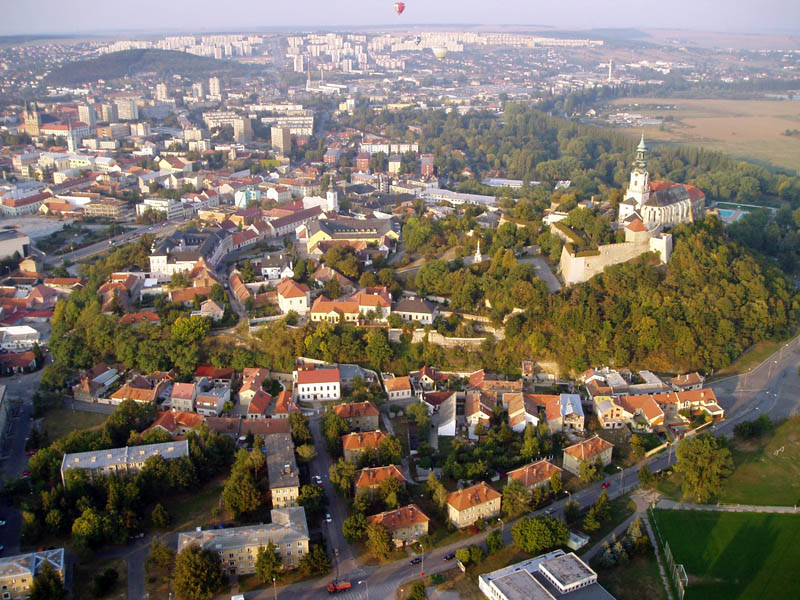
Nitra dall'alto, con il complesso del castello sulla destra

Il castello fu costruito nell'XI secolo sul luogo di un precedente fortilizio. Il nucleo originario del castello è la cattedrale di Sant'Emmerano con la attigua residenza del vescovo. La parte più antica superstite è la chiesa romanica di Sant'Emmerano, anch'essa dell'XI secolo. Le altre due parti della cattedrale sono la chiesa superiore in stile gotico del XIV secolo, e la chiesa inferiore del XVII secolo.
Il palazzo del vescovo, originariamente in stile gotico, ha assunto il suo attuale aspetto tardo barocco nel XVIII secolo. 
Sono sopravvissute al tempo anche parti delle fortificazioni del castello, in maggioranza del XVI e XVII secolo, più una piccola parte medievale.